# Yves Deruyter
Yves Deruyter (* 4. Mai 1970 in Antwerpen) ist ein belgischer Trance-DJ und -Musiker.

## Leben und Karriere
Yves Deruyter legt bereits seit 1985 auf und begann seine Karriere als Produzent 1992 mit dem Stück Animals. Es folgten Rave City, Calling Earth  und Outsiders, die er bei Bonzai Records veröffentlichte.
Weltweit bekannt wurde er im Jahr 1997 mit The Rebel, womit sein erstes Album D Album lanciert wurde, das von ID&T veröffentlicht wurde. Er brachte weitere Alben heraus, deren Stücke auf zahlreichen Kompilationen erschienen, remixte viele Songs seiner Berufskollegen und trat auf Veranstaltungen wie Loveparade, Street Parade, Mystery Land, Mayday, Decibel Outdoor, Sensation Black, Qlimax und Tomorrowland auf.

## Diskografie

### Alben
- 1998: D-Album
- 2001: 2001
- 2007: D-Classics

### Singles (Auswahl)
- 1992: Animals
- 1993: Rave City
- 1994: Rave City (Cherry Mix)
- 1994: Calling Earth
- 1995: Outsiders
- 1997: The Rebel
- 1998: To the Rhythm
- 1999: Factor Y
- 2000: Back to Earth
- 2001: Rhythmic Bazz
- 2002: Music Non Stop
- 2003: Frequence
- 2004: Born Slippy
- 2004: On the Move
- 2005: Infinity
- 2007: Back In Force
- 2008: Aero

### Remixe (Auswahl)
- Commander Tom – Are Am Eye?
- Space Frog – Lost in Space 98
- Three Drives On A Vinyl – Sunset on Ibiza